# 馬倫戈 (伊利諾伊州)
馬倫戈（英語：Marengo）是一個位於美國伊利諾伊州麥克亨利縣的城市。

## 地理
馬倫戈的座標為42°15′03″N 88°37′18″W / 42.25083°N 88.62167°W，而該地的平均海拔高度為254米（即833英尺）。

## 人口
根據2010年美國人口普查的數據，馬倫戈的面積為20.44平方千米，當中陸地面積為20.44平方千米，而水域面積為0.00平方千米。當地共有人口7648人，而人口密度為每平方千米374.17人。